# ロニ・シュワルツ
ロニ・シュワルツ（Roni Schwartz 1984年6月26日- ）はイスラエル出身の柔道選手。階級は52kg級。身長164cm。

## 人物
2010年以降、ワールドカップで5度もメダルを獲得するなど国際大会で一定の活躍を示すものの、2012年のロンドンオリンピックには、出場資格が得られるIJF世界ランキング14位以内に入っていなかったために出場できなかった。2013年にはグランドスラム・モスクワで3位になると、ユダヤ系アスリートの祭典であるマカビア競技大会では優勝を飾った。世界選手権では初戦でモンゴルのムンフバータル・ブンドゥマーに技ありで敗れた。その後、2年間パートナー関係にあった48kg級で活躍するベルギーのアメリ・ロセヌーとともにイスラエルで暮らすことを決めた。なお、ロセヌーは国籍をイスラエルに変更することになった。2014年にはグランドスラム・バクー、2015年にはグランドスラム・チュメニでそれぞれ3位に入った。

## 主な戦績
- 2007年 - ブルガリア国際　3位
- 2007年 - オランダ国際　5位
- 2009年 - マカビア競技大会　2位
- 2010年 - ワールドカップ・タリン　5位
- 2010年 - ワールドカップ・バクー　2位
- 2010年 - グランプリ・ロッテルダム　5位
- 2011年 - ワールドカップ・ソフィア　5位
- 2011年 - ワールドカップ・サンパウロ　5位
- 2011年 - ワールドカップ・マイアミ　3位
- 2011年 - ワールドカップ・サンサルバドル　3位
- 2011年 - ワールドカップ・アピア　3位
- 2011年 - ワールドカップ・チェジュ　2位
- 2012年 - ワールドカップ・ソフィア　5位
- 2013年 - ベルギー国際　2位
- 2013年 - ヨーロッパオープン・プラハ　3位
- 2013年 - ヨーロッパオープン・マドリード　3位
- 2013年 - ヨーロッパオープン・リスボン　2位
- 2013年 - グランドスラム・モスクワ　3位
- 2013年 - マカビア競技大会　優勝
- 2013年 - グランプリ・アルマトイ　3位
- 2013年 - グランプリ・タシュケント　3位
- 2014年 - グランドスラム・バクー　3位
- 2014年 - グランドスラム・チュメニ　5位
- 2015年 - ヨーロッパオープン・ミンスク　3位
- 2015年 - グランドスラム・チュメニ　3位
- 2015年 - グランプリ・チェジュ 3位
- 2016年 - ヨーロッパ選手権　7位

(出典、JudoInside.com)